# Paolo Mancini
Paolo Mancini (Roma, 1580 - Roma, 1635) fue el fundador de la "Accademia degli Umoristi" (Academia de los Humoristas), a la que asistieron hombres de letras como Giovanni Battista Guarini, Giambattista Marino y Alessandro Tassoni.

## Biografìa
Paolo Mancini nació en la segunda mitad del siglo XVI, en el seno de una familia patricia, los Mancini. 
Antes de iniciar su carrera militar estudió en el Colegio Romano y posteriormente se graduó en derecho de la Universidad de Perugia, tras lo cual emprendió la carrera militar como comandante de caballería bajo el cardenal Pietro Aldobrandini y adquirió gran reputación, sobre todo tras las actuaciones realizadas el 1598 en Ferrara.

Blasón de la Casa de Mancini, a la cual pertenecía

Tras la muerte de su mujer en el 1620 tomó los hábitos y terminó falleciendo en 1635.

## La Academia de los Humoristas
Contrajo matrimonio con Victoria Capozzi el 7 de febrero del 1600 y para la celebración de las bodas invitó a diversos autores a un recital en su palacio donde el 27 de marzo de 1608 fundaría la "Accademia degli Umoristi"  como consecuencia y en la cual estudiarían autores como Giovanni Battista Guarini, Giambattista Marino, Alessandro Tassoni y el futuro papa Clemente XI. 
La escuela perduró hasta el 1670 aunque en el 1717 su antiguo estudiante, el ya papa Clemente XI, quiso restaurarla nombrando como presidente a su sobrino el cardenal Alessandro Albani.

## Matrimonio y descendencia
De su matrimonio con Victoria Capozzi tuvo a:
- 1. Lorenzo (1602-1650), baron romano, nigromante y astrólogo, casado con Girolama Mazzarini, la hermana del Cardenal Mazarino. Después de su muerte, su viuda llevó a sus hijos a París con la esperanza de utilizar la influencia de su famoso hermano para ganar matrimonios ventajosos para ellos, un objetivo en el que tuvo bastante éxito. Lorenzo fue el padre de:
  - Laura Mancini (1636-1657), casada con Louis de Bourbon, duque de Vendôme y madre del famoso general francés Louis Joseph de Bourbon, duque de Vendôme,
  - Olimpia Mancini (1638-1708), casada con Eugenio Mauricio de Saboya-Carignano y madre del famoso general austriaco Eugenio de Saboya,
  - Maria Mancini (1639-1715), casada con Lorenzo Colonna y primer amor del rey Luis XIV de Francia,
  - Philippe Mancini (1641-1707), nombrado Duque de Nevers y Donzy por su tío, el cardenal Mazarino, con la prerrogativa de acuñar monedas, en 1660. Fue caballero de la Orden del Espíritu Santo y teniente de la primera compañía de Mosqueteros del rey; su sucesor en el cargo fue el Conde D'Artagnan; Finalmente fue el abuelo de:
    - Louis-Jules Mancini-Mazarini, Duque de Nivernais (1716-1798), Príncipe de Vergagne y del Sagrado Imperio Romano Germánico, y caballero de la Orden del Toisón de Oro y de la Orden del Espíritu Santo, general, diplomático y escritor.

  - Hortensia Mancini (1646-1699), la belleza de la familia, quien escapó de su abusivo marido, Armand-Charles de la Porte, duque de La Meilleraye, y huyó a Londres, donde se convirtió en amante del rey Carlos II de Inglaterra.
  - Marie Anne Mancini (1649-1714), casada con Maurice Godefroy de la Tour d'Auvergne, duque de Bouillon, nieto del famoso general Turenne, y patrona de Racine y La Fontaine;
- Cardenal Francesco Maria Mancini (1606-1672), quién fue decisivo en la elección del papa Alejandro VII.